# Henri Tauzin
Henri Alexis Tauzin (París, 17 d'abril de 1879 – Lió, 11 d'octubre de 1918) va ser atleta francès, que va córrer a principis del segle xx i que va prendre part en els Jocs Olímpics de París el 1900.
Especialista en els 400 metres tanques, va guanyar la medalla de plata en aquesta prova als Jocs de París del 1900 amb un temps de 58,3 segons, rere John Tewksbury, que amb un temps de 57,6 segons va establir un nou rècord olímpic.
Tauzin també disputà la prova dels 200 metres tanques, acabant quart en la seva semifinal, cosa que suposà la seva eliminació.